# Carmichaelia suteri
Carmichaelia suteri är en ärtväxtart som beskrevs av John William Colenso. Carmichaelia suteri ingår i släktet Carmichaelia och familjen ärtväxter. Inga underarter finns listade i Catalogue of Life.